# 慢車

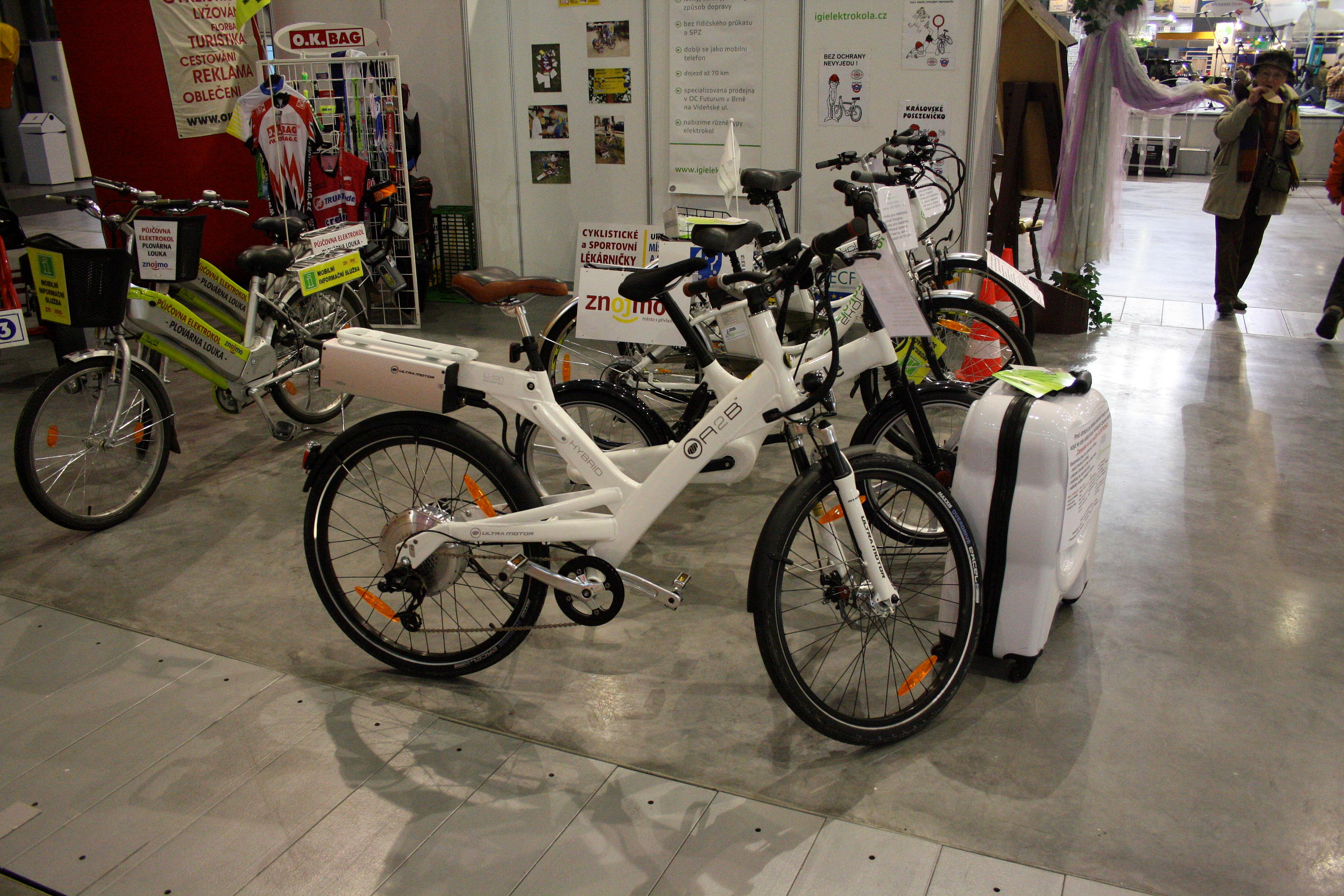
兩轮電單車

慢車，指速度較慢之車輛。慢車之速度標準各國不同，以中華民國為例，依據《道路交通安全規則》，慢車包括如下車輛：
- 自行車：
  - 腳踏自行車。
  - 電動輔助自行車：指經型式審驗合格，以人力為主，電力為輔，最大行駛速率在每小時二十五公里以下，且車重在四十公斤以下之二輪車輛。
  - 電動自行車：指經型式審驗合格，以電力為主，最大行駛速率在每小時二十五公里以下，且車重（不含電池）在四十公斤以下之二輪車輛。
- 三輪以上慢車：
  - 人力行駛車輛：指三輪以上客、貨車、手拉（推）貨車等。
  - 獸力行駛車輛：指牛車、馬車等。